# Brachyphaea simpliciaculeata
Brachyphaea simpliciaculeata is een spinnensoort uit de familie van de loopspinnen (Corinnidae).
De wetenschappelijke naam van de soort werd in 1949 gepubliceerd door Lodovico di Caporiacco.